# Arnau Károly
Arnau Károly, Karl Arnau (Szabadka, 1843. november 26. – 1910. november 4.) színész.

## Élete
Zsidó származású volt, pályáját a soproni és a pozsonyi német színházakban kezdte. 1863-ban került Bécsbe, szeptember 4-én lépett először színpadra Ferdinand szerepében a Kabale und Liebe című darabban. Rövid prágai megszakítással 1879-től a Burgtheater tagja és kilenc éven át a konzervatórium tanára volt.